# Lophoptera polygrapha
Lophoptera polygrapha är en fjärilsart som beskrevs av Walker 1864. Lophoptera polygrapha ingår i släktet Lophoptera och familjen nattflyn. Inga underarter finns listade i Catalogue of Life.